# Питерсон, Джим (канадский политик)
Джеймс (Джим) Скотт Питерсон (англ. James (Jim) Scott Peterson; 30 июля 1941, Оттава — 10 мая 2024, Торонто) — канадский юрист и политик. В 1974 году сыграл ключевую роль в организации политического убежища для Михаила Барышникова. Депутат Палаты общин от Либеральной партии в 1980—1984 и 1988—2007 годах, член правительственных кабинетов Жана Кретьена и Пола Мартина.

## Биография
Родился в 1941 году в Оттаве в семье Кларенса и Мари Питерсон. Старший ребёнок в семье, включавшей ещё двух будущих политиков — Дэвида Роберта (премьер-министр Онтарио в 1985—1990 года) и Эндрю Тимоти (Тим, члена Законодательного собрания Онтарио).
Рос в Лондоне (Онтарио). В школе был лучшим учеником, председателем ученического совета, по её окончании продолжил образование в Университете Западного Онтарио, Колумбийском и Макгиллском университетах, в последнем из которых получил степень доктора права в 1970 году. В 21 год женился на Хизер (урождённой Джонсон), своей школьной возлюбленной; этот брак продолжался больше 60 лет.
Практикующий адвокат с 1965 года. Специализировался на международном налоговом и торговом праве, занимал пост консультанта ООН по международному развитию. В 1974 году сыграл ключевую роль в организации бегства на Запад советского танцовщика Михаила Барышникова. В эти дни СМИ сообщали, что за два дня до исчезновения Барышникова из труппы Большого театра, гастролировавшей в Канаде, Питерсон обращался в иммиграционную службу с предварительным запросом, выясняя, каким будет ответ на просьбу о политическом убежище. Адвокат также был за рулём автомобиля, в котором совершил побег Барышников.
В канадской политике представлял Либеральную партию. В 1978 году баллотировался в Палату общин Канады от торонтского округа Уиллоудейл, но выборы проиграл. Спустя два года впервые избран в парламент. На протяжении первого срока в Палате общин выполнял обязанности парламентского секретаря трёх министров, в том числе министра юстиции Жана Кретьена — будущего премьер-министра Канады. Позже в интервью Питерсон отмечал как одно из высших достижений своей карьеры принятые в этот период изменения в законодательстве в отношении преступлений на сексуальной почве, повышавшие шансы, что преступника постигнет наказание.
Проиграл выборы в своём округе в 1984 году, с 1984 по 1987 год занимал пост президента финансовой фирмы Cambridge Acceptance Corporation. В 1988 году вернулся в парламент и с тех пор переизбирался ещё пять раз подряд. В оппозиции выполнял роль критика ряда экономических и финансовых ведомств. После возвращения либералов к власти в 1993 году возглавил постоянную комиссию Палаты общин по финансам, где ввёл практику предварительных публичных слушаний по бюджету, а также инициировал несколько важных финансовых исследований (в том числе по налогу на добавленную стоимость). В 1997 году назначен в министерство финансов государственным секретарём по международным финансовым организациям (англ. Secretary of State (International Financial Institutions) в правительстве Жана Кретьена. В этой должности оставался до января 2002 года. В 2003 году новый премьер-министр Пол Мартин назначил Питерсона министром международной торговли. В этой должности, как и в предыдущей, Питерсон играл важную роль в формировании международной торговой политики Канады.
Покинул политику в 2007 году, присоединившись к юридической фирме «Фаскен, Мартино, Дюмолен». Участвовал в качестве консультанта или представителя одной из сторон в ряде финансовых переговоров высокого уровня. В их числе были переговоры между провинциями Квебек и Онтарио по торговле, инвестициям и мобильности рабочей силы, а также диспут между Онтарио и США по вопросу о торговле древесиной мягких пород; в обоих случаях Питерсон выступал как главный переговорщик делегаций Онтарио. В 2013 году способствовал избранию в парламент Христи Фриланд, будущего министра иностранных дел и министра финансов Канады.
Умер от инфаркта миокарда в мае 2024 года в Торонто, оставив вдовой Хизер Питерсон.